# 艾美·賀姆
艾美·賀姆（1961年12月18日—）是美國一位著名女作家。

## 生平
出生於華盛頓，1985年毕业于莎拉勞倫斯學院，1989年投入創作行列，處女作《積克》是一本探討家庭與性的小說，1996年出版的《愛麗斯的終結》描寫兒童性侵犯亦引起爭議，2013年，她憑第六部小說《願我們可以被原諒》獲得了女性小說獎。